# Fax2Mail
Fax2Mail (auch faxtomail) steht für eine Technologie, die es ermöglicht, Faxe auf einer virtuellen Faxnummer zu empfangen und sich per E-Mail an eine vordefinierte E-Mail-Adresse zustellen zu lassen.
Dabei wird das Fax an einen zwischengeschalteten Fax-Server versendet, der den Inhalt als Grafikdatei per E-Mail an den Empfänger weiterleitet.
Da die Bundesnetzagentur die Verwendung von geografischen Festnetznummern für Fax2Mail nur noch bei vorhandenem Wohnsitz oder Firmensitz des Fax2Mail-Kunden im jeweiligen Ortsnetz erlaubt, werden in Deutschland mittlerweile verbreitet nichtgeografische nationale 032-Teilnehmerrufnummern als virtuelle Faxdienst-Rufnummern verwendet.
Auf dem Markt existieren verschiedene Anbieter von Fax2Mail, wobei einige Unified-Messaging-Dienste Fax2Mail bereits als kostenlosen Basisdienst bereitstellen. Außerdem lassen sich moderne DSL-Router, etwa einzelne Modelle der Fritz!Box, so konfigurieren, dass sie eingehende Faxe als E-Mail weiterleiten.
Der Vorgang ist auch umgekehrt möglich und wird als Mail2Fax bezeichnet.
Fax2Mail bietet gegenüber dem Empfang herkömmlicher Faxe diverse weitere Vorteile. Das eingehende Fax, das häufig als Portable Document Format (PDF) empfangen wird, könnte sich z. B. automatisch mit einem Passwortschutz versehen lassen, so dass vertrauliche Inhalte zusätzlich geschützt sind. In den Faxen enthaltene QR-Codes können ausgelesen und deren Inhalt als Text in die E-Mail übertragen werden. Dadurch können zusätzliche Informationen ausgewertet und eingehende Faxnachrichten beispielsweise nach ausgewählten Kriterien automatisch in Unterordner organisiert werden.